# Laga skifte i Dalarna

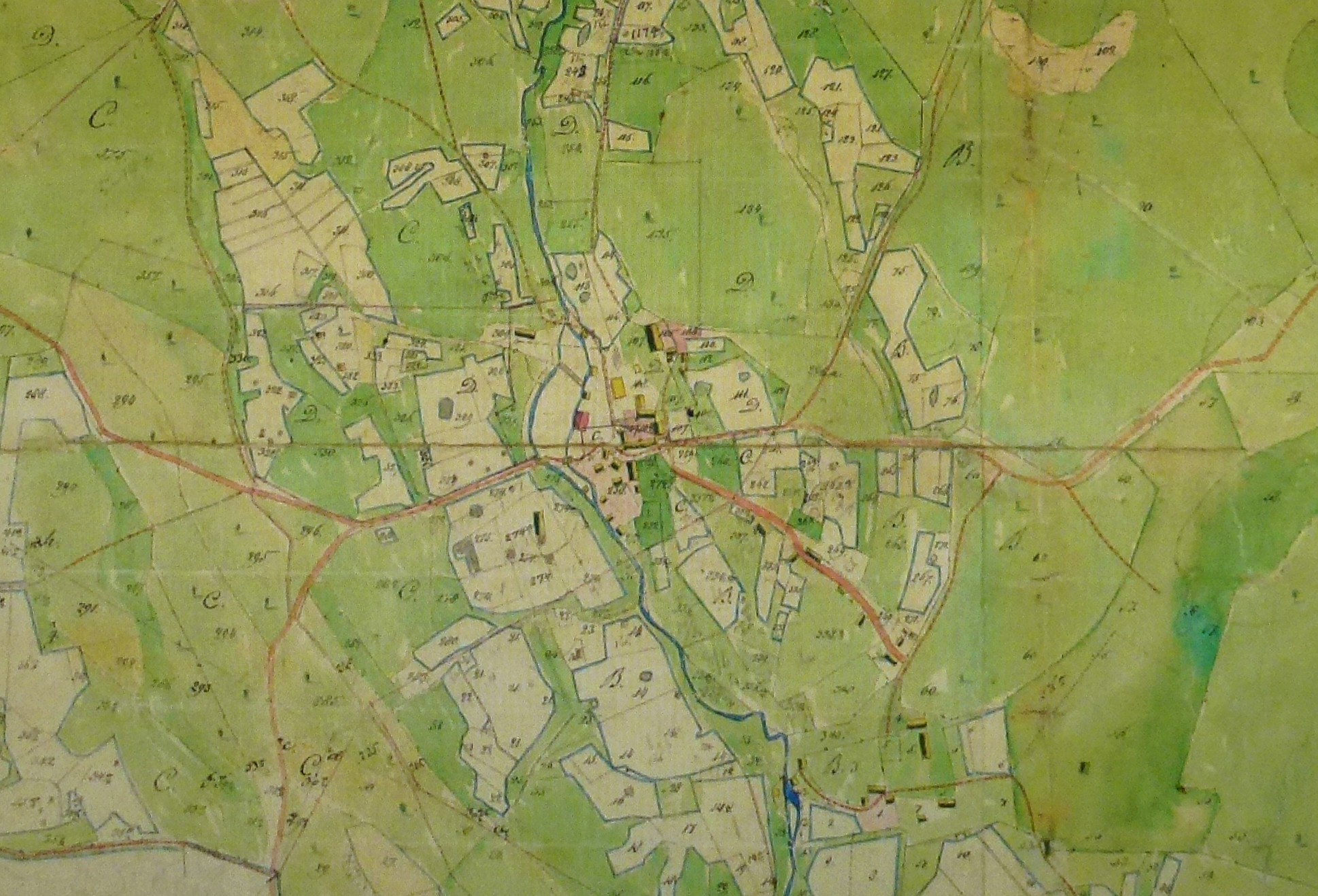
Bergsmansby Bråfors med omgivning 1847

Laga skifte i Dalarna har en komplex historia. Laga skifte genomfördes i de flesta delarna av Sverige i början på 1900-talet efter storskiftet och enskiftet, men fick inte samma genomslag i Dalarna på grund av motstånd mot förändringar i fastighetsindelningen, ägosplittring och realarv. Motståndet ledde bland annat till särlagstiftningar där Dalalagen är inräknad. Därför består fastighetskartan över Dalarna av många småskiften.    

## Historia

### Tidiga skiftesreformer
Marken i Sverige var ofta gemensamt brukad inom en by innan tillkomsten av landskapslagar på 1200-talet. Marken var annars uppdelad mellan brukarna, som kallades för åborna, utan någon ordningsprincip för läget av ägolotterna i förhållande till varandra, det som kallas för hammarskifte. I Dalarnas fall omfördelades inägomarken dess skiften, eller tegar, med några års mellanrum. På grund av oregelbundenheten av omfördelningen var det svårt att hålla koll på vilken mark som fick brukas av de olika delägarna. Efter landskapslagarna kom tegskiftet vilket medgav en mer regelbunden indelning av marken. Då delades jorden in i åker, äng och övriga ägoslag. Därefter lades åker och ängen in inom gemensamma hägnader, som kom att kallas för gärden, som delades i tegar. En delägare fick en eller flera tegar i olika storlekar och bredd beroende på ens andel i byns delningsgrund. Dessutom spelade tomtens läge roll för tegens läge.
För att kontrollera vem som ägde vad och storleken på tomten var revningar viktiga. Revning är ett sätt att mäta upp ägolotten och kunde utföras gårdsvis eller på sockennivå. Det gick ut på att bönderna först märkte ut sin egen ägolott med käppar. Därefter kom revkarlar, mätningskunniga bönder, och mätte ägolotterna än en gång. Man tog inte hänsyn till lutningar i marken eller om det fanns stenrösen, vägar eller områden som inte kunde räknas med, då mättes de delarna separat. Sedan drogs de bort från ägolottens totala area. Mätningens resultat hamnade på två revstickor som bönderna fick. På revstickorna noterades ägolottens namn och storlek. Ena stickan behölls av bonden och andra stickan fördes till en revskrivare som noterade uppgifterna i revboken. Revstickorna förvarades i ett centralt arkiv där en stickredningsman var ansvarig. När en ägolott byttes eller köptes följde revstickan med till den nya ägaren. Revstickorna fungerade som ett lagfartsbevis som också kunde användas som pant. Bonden kunde lämna in sin revsticka till en butik där den förvarades tills att bonden hade råd att betala de köpta varorna. Ofta förvarade bönderna sina revstickor på ett långt snöre. När en ägolott skulle ärvas lades revstickorna ut på golvet och delades ut mellan alla arvingarna.

### Storskiftet
När storskiftet påbörjades i Sverige 1749 var gränserna mellan byarna i Dalarna och ägoblandningen stor. I och med den stora ägoblandningen undantogs storskiftes stadga för flera delar av Dalarna med motiveringen att en ägoutredning måste göras innan ett storskifte kan genomföras. Intresset för ett storskifte i Dalarna var också lågt eftersom det skulle leda till stora påfrestningar för bondekulturen. Det var ett bristande intresse för modernisering inom landskapet som var problemet, inte oförmågan till förändring. Dessutom kan orsaken till lågt intresse grundas i att Dalarna kom i kontakt med nya brukningssätt från resor söderut. Dalarna var ofta först med innovationer eller nya redskap som var viktiga för skörden. Dalaplogen var ett redskap som fick stor betydelse i hela Sverige. Trots motstånd och flera protokoll från Dalarna som ville få uppskov eller befrielse från skiftesreformen, kom kraven för storskiftet att bestämmas 1804 via ett kungligt brev. Med hjälp av brev kunde man bestämma vad statsanslagen skulle användas till. Det var i denna ordning som skulle gälla: 
1. Upprätthålla kartor över socknarnas inägor och skog samt gradera ägorna
2. Revning av åker och ängsmark
3. Bestämma hur många, och vilka jordägare, varje by skulle innefatta
4. Utbrytning av inägojord samt reglering av fäbodarna
5. Besuttenhetsreglering inom byarna
6. Åbodelning mellan de olika jordägarna av inägojorden
7. Kronans skog skulle särskiljas från resterande skogsägares innehav där det inte framgick vem som ägde vad. Resterande skogsägares innehav skulle även delas upp mellan skifteslagen.[4]

Den ursprungliga idén med storskiftet var att man skulle få sin mark samlad som markägare. Helst ville man ha den samlad på en plats, annars på så få som möjligt, och få bort de minsta gårdarna. Det var svårt att utföra och resultaten blev ofullständiga. Det ledde till en stor ägosplittring i Dalarna efter storskiftet.

### Ägosplittring
Dalarna har en egen skifteshistoria och har inte utvecklats som resterande landskap i Sverige har. Tegskiftet var inte lika framgångsrikt i Dalarna och det finns inga spår av solskiftet, som var en del av tegskiftet. Istället var ägosplittringen i Dalarna stark i många delar av landskapet, framförallt runt Siljan. Ägosplittring är en uppdelning av fastigheternas mark i många små och smala skiften. Det finns en komplicerad ägostruktur i delar av Dalarna med flera ägare och smala skiften i odlingsmarker och skogsmarker. Bakgrunden till detta är att marken i Dalarna historiskt sett delats ut till flera arvingar, där både söner och döttrar inkluderats, istället för att marken gått till den äldsta sonen. Att gården delas upp mellan alla syskon kallas för realarv och det medförde trånga och små arvslotter. Storskiftet medgav inga större förändringar inom ägo- och ägarsplittringen. Bönderna var vana att dela jorden vid arv, via sämjedelningar. Det innebar att man ärvde både det totala jordinnehavet och enskilda skiftena mellan alla arvingar. Sämjedelning är när man privat gör upp mark och dess gränser, något som inte varit tillåtet sedan 1962.
På grund av motstånd mot skiftesreformer infördes en speciallag 1932, Dalalagen, i syfte att påskynda skiftesreformerna efter att den tidigare jorddelningslagen inte gett resultat. Dalalagen reglerade hur omröstning om skiftes- och omarronderingens genomförande skulle gå till. Lagen gjorde det möjligt att utesluta ägor som tillhörde skifteslaget men som tillhörde en annan by. Dessutom medförde Dalalagen att inägor kunde skiftas medan fäbodar och utskog kunde bortses. Lagen var ett sätt att få jordägarna att acceptera förrättningen. 1948 kompletterades Dalalagen vilket möjliggjorde sätt att lösa in jordbruksfastigheter, som var mindre än en hektar och inte hade byggnader, oavsett ägarens vilja. Ett moment av expropriation tillkom. Möjligheterna att föra samman skog från flera ägor till gemensamma lotter utökades dessutom. Det blev så kallade gemensamhetsskogar.

### Omarrondering
Dalarna har heller inte genomfört ett enda laga skifte. Det har istället genomförts olika omarronderingsprocesser. Innan 1962 behövde man genomföra äganderättutredningar i samband med ett laga skifte. Vid 1962 bröts äganderättsfrågan ut ur lagaskiftsförfarandet och det blev möjligt att genomföra delarna separat. Äganderättsutredningar var till för att reda ut oklara och komplicerade ägarförhållanden och istället ge varje ägare en lagfart till marken de ägde. Det var viktigt då det gav möjlighet till jordbrukare att byta och köpa mark av varandra och eftersom jordbrukare på så sätt kunde inteckna sin mark. Avsikten med äganderättsutredning var att klara ut ägandeförhållandena och för att i framtiden kunna genomföra en skiftesreform som förbättrade skiftesstrukturerna. Denna skiftesreform fick sedan namnet omarrondering. Det innebär att indelningen av fastigheter ändras till större sammanhängande områden, likaså samlas mindre skogsskiften till större. Omarrondering görs för att bedriva en effektiv och lönsam jord- och skogsbruk. En mark som är starkt ägosplittrad begränsar de möjligheterna.

## Från 1950-talet till 1990-talet

### Jordreformerna under 1950-talet
Skiftesreformerna gick långsamt under 1950-talet. Det ägosplittrade Dalarna stod i vägen för den nya jordbrukspolitiken, som tillkommit efter andra världskriget, och utvecklingen av jordbruket. De skiftesreformer som myndigheter ansågs nödvändiga hindrades av ineffektiv lagstiftning. Det arbetet bedrevs enligt Dalalagen som laga skifte som var speciellt utformat för ägosplittrade förhållanden. Då innebar laga skiftet både en individuell och översiktlig planering där rättsutredningar och förbättring av skogsbilvägar var inkluderade. Varje ägare skulle få sin mark samlad till ett fåtal ställen och det skulle betalas med statsbidrag. I samband med skiftena genomfördes vägombyggnader vilket förbättrade jordbruket. Det användes som ett viktigt argument i opinionsbildningen för skiftena. Det viktigaste syftet med laga skiftet var att föra samman ägarnas ägolotter till rimliga block, men inslag av storleksrationalisering saknades. I mitten av 1950-talet påbörjades försök på förrättningar som hade inslag av storleksrationalisering.
Det fanns en mycket pessimistisk syn på laga skiftets möjligheter att lösa problemet och stora grupper av markägare gjorde direkt motstånd mot skiftena. Lantbruksnämnden menade att endast omfattade tvångsregleringar kunde lösa problemen men lagstiftningen saknade stöd för det. Istället lämnade lagstiftningen vissa begränsade möjligheter till tvingade regleringar. Det gjorde förrättningarna långsamma och otympliga. En av orsakerna till att detta var möjligt var möjligheten att överklaga myndighetens beslut vid flera olika tillfällen. Det gjorde så att markägare kunde få flera åtgärder och beslut rättsligt prövade vid separata tillfällen.
Under 1950-talet pågick laga skifte i Mora, Ore, Sollerö och Siljansnäs socknar men varje skifte tog decennier att genomföra och skiftenas arealer var små. De kaotiska äganderättsförhållandena och den ineffektiva lagstiftningen gjorde att nästan inga skiften kunde avslutas och att inga nya kunde påbörjas under 1950-talet. Både lantbruksmän och skogsvårdsstyrelsen hade ett begränsat inflytande på laga skiftet. Från de regionala myndigheterna tillsammans togs initiativ till lagändringar, som kom under 1960-talet, som underlättade senare skiftesreformer.

### 1960-talet
Det blev klart för lantmäterimyndigheten att ägosplittringen måste minskas så att inte skiftesreformerna försenas eller fördyras. Därför antogs förbudet mot sämjedelning av riksdagen 1962. Då bromsades ägosplittringen. Skiftena blev mindre och mindre, däremot fortsatte ägarsplittringen så att de genom arv fick allt fler ägare. Samma år bröts äganderättsfrågan ut ur skiftesförfarandet så att det blev möjligt att genomföra äganderättsutredningar separat från själva skiftet. Man frikopplade de två insatserna från varandra. Det gjorde det möjligt att för första gången sedan storskiftet slå fast äganderätten till en stor del av marken. Ambitionerna var att minimera trassliga förhållanden, klara ut vem som ägde vad och ge varje ägare lagfart. Det gav i sin tur möjligheter för markägare att köpa, byta och sälja sin mark och möjligheten att inteckna fastigheter. Det var framförallt viktigt för jordbrukarna som tidigare haft svårt att belåna marken i och med att en lagfart saknats. Äganderättsutredningarna var nödvändiga för att skiftesreformerna skulle komma igång i en större skala.

### Skiftesreformer under 1970-talet
Äganderättsutredningar pågick fram till 1977. Mot slutet av utredningarna hade myndigheterna i Dalarna län för första gången sedan storskiftet en rättslig stabil grund för omarronderingar. Då hade laga skiften genomförts på ungefär 200 000 hektar mark sedan 1920-talet inom Dalarnas län och det återstående areal som prioriterades för strukturomvandling var 765 000 hektar. Det var en omfattade organisation som arbetade för att fullfölja skiftena. 1972 ersattes Dalalagen med en ny fastighetsbildningslag och var en ramlagstiftning. Tillkomsten av den nya fastighetsbildningslagen innebar att jordbrukspolitiken och skifteslagstiftningen kunde samverka till en större grad.
Vid mitten av 1970-talet fanns det främst två problem som stod i vägen för omarronderingarna. Användandet av tvångsmedel hade bidragit till att motståndet från markägare mot myndigheter och omarronderingar blivit ett stort hinder. För att snabba på skiftena behövde man använda andra medel. Samtidigt hade motsättningar mellan olika sektorsmyndigheter under flera år försvårat skiftesverksamheten. De centrala myndigheterna behövde en bättre samordning för att regionalt kunna genomföra de strukturförändringar som jordbrukspolitiken då krävde. 1977 beslutade länsstyrelsen för första gången om samordnade insatser för att kunna förbättra ägostrukturen inom skogsbruket. Samordningen var av de regionala myndigheternas önskan att få igång omfattade omarronderingar. Länssammanordningen fortsatte med en målsättning för hela arbetet med strukturrationalisering inom jord- och skogsbruk. För att samordna arbetet som lades fram bildades fastighetsstrukturgruppen med representanter för de olika sektorsorganen, skogsbolagen, LRF och Mellanskog. Deras målsättning var att under 1980-talet få igång omfattande omarronderingar. Man avsåg att lösa problemet med motståndet med hjälp av information. Informationen skulle ske genom sammanträden i byarna, distribution av broschyrer till hushållen, information genom intervjuer i radio och TV, presskonferenser och utställningar.

### Skiftesreformer och omarronderingarna under 1980-talet
Vid början av 1980-talet hade myndigheterna både en lagstiftning och en organisation som skulle göra det möjligt att gå snabbt fram med de skiftesreformer som kombinerade jord- och skogsbruksföretagen.

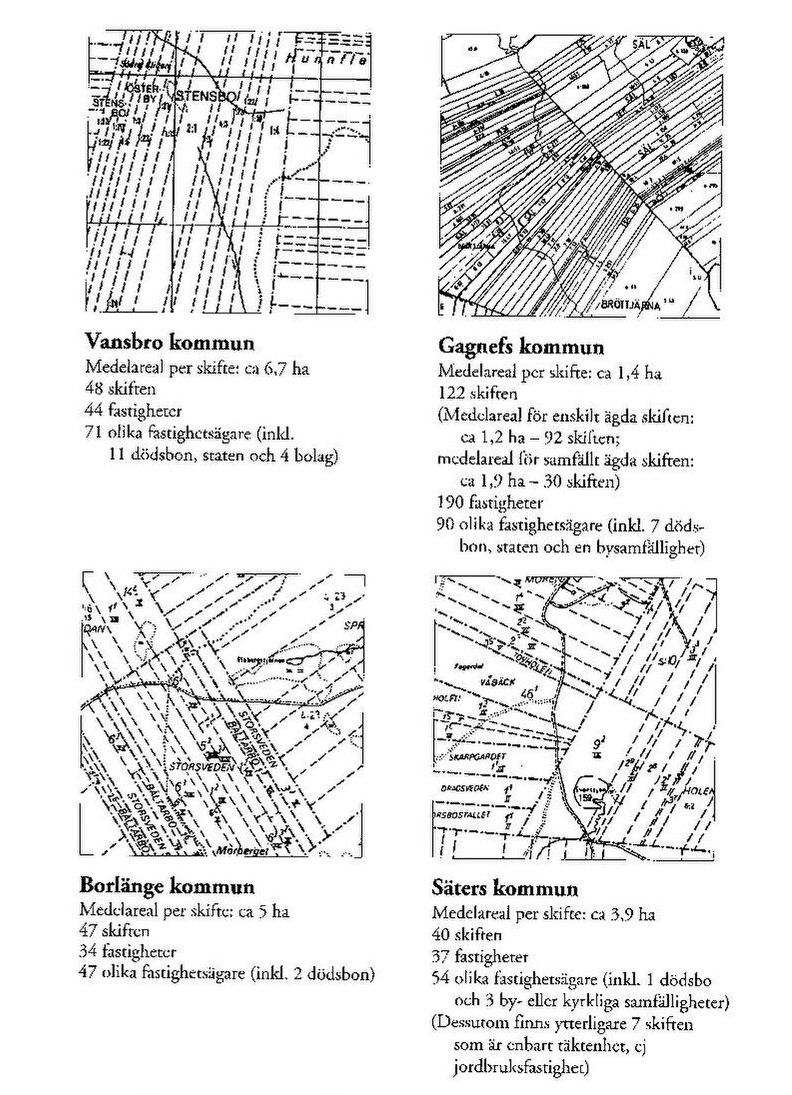
Kommunvisa exempel från storskiftesbygden 1991

Under 1980-talet fortsatte strävandena att åstadkomma omarronderingar men motiven förändrades snabbt. Det blev på regional nivå mindre motiverat att satsa stora resurser efter att effektivitetskravet tonats ner och antalet aktiva brukare minskade vilket medförde mindre konkurrens om mark. Efter att ha tonat ner betydelsen för omarronderingar slog fastighetsstrukturgruppen 1987 fast att jordbrukets behov inte längre kunde motiveras av omarronderingar. Istället skulle skogsbrukets problem i ägosplittrade områden att bli alltmer i förgrunden som motiv för omfattande reformer. I samband med det formulerades målen för omarronderingar om. Dels betonades att de skogliga motiven för omarrondering både förändrats och minskat och dels lyfte man fram myndighetsanknutna mål för verksamheten. Förenklingar för vägmyndigheter, kommuner, skattemyndigheter, tingsrätten och andra myndigheter får i och med det mer uttalat motivera omarronderingar.

### 1990-talet

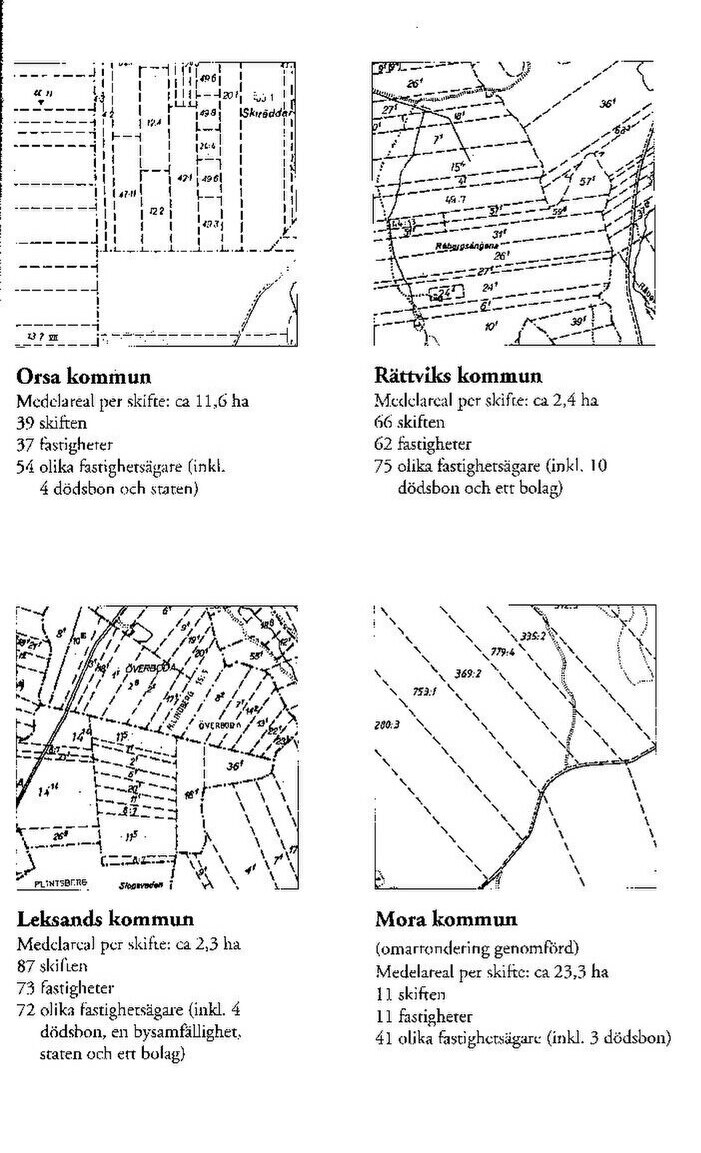
Kommunvisa exempel från storskiftesbygden 1991

I och med att staten ändrade sin inställning på jordbruket under 1990-talet, kom det att bli en ny statlig syn på äganderätten när det gäller mark. Möjligheter öppnades för icke-jordbrukare och personer som inte var bosatta på fastigheten att utan förvärvstillstånd köpa mark. Staten upphörde att via jordförvärvslagen sträva efter ägarsanering och storleksrationalisering och att aktiva brukare konkurrerar med andra intressenter. Vid frågan om fastighetsbildning och jordägande hade flera viktiga förändringar genomförts. Jordförvärvslagen ändrades så att man kunde göra det möjligt till förvärv av deltidsjordbruk. En konsekvens av det blev ändringen av fastighetsbildningslagen av Lantmäteriet vilket gjorde det möjligt att bilda jordbruksfastigheter för deltidsbruk och att bilda stora bostadsfastigheter med flera ägoslag på landsbygden.

## Motstånd mot skiftesreformer
Dalarna är ett av Sveriges landskap där statens motiv för jordreformer inte delades av jordägarna. Det fanns ett starkt motstånd mot laga skifte, storskiftet och andra reformer i Dalarna. Under storskiftet var det ett påtagligt motstånd bland vissa socknar. I Floda vägrade man lämna hantlangning till förrättningar, något som gjorde att militären från Dalregementet tillkallades för att hålla ordning medan lagen lästes till jordägarna från Landshövdingen. Andra orter i Dalarna hade liknande tillvägagångssätt. I vissa orter fick skiftesreformen skjutas upp på grund av motståndet och det finns protokollfört att jordägarna försökte bli befriade från skiftet. Grunden i motståndet tycks komma från oron över att bli utan mark, kostnader i samband med förrättningen, oenigheten om delningsgrunder och bekymmer om risken att behöva byta till sig något sämre. Inom socknar och byar i Dalarna är heder och värdering av det egna viktigt. Man har kollektivt delat byte och avkastning genom gemensamt uppträdande och samarbete. Exempel på regler som följdes var ängalag, byalag, fäbodlag och hyttlag. Dalarnas organisationsförmåga och gemenskap blev ett faktum efter de 300 år, från 1570 till 1800-talet, då skattebörden fördelades sinsemellan byamännen utan myndigheternas inblandning.

## Ägostrukturen från 2000-talet och framåt
Dalarnas storskiftesbygd tillhör Europas allra mest ägosplittrade områden. Myndigheter har koncentrerat sig på små områden i taget i arbetet med omarronderingar och har främst behandlat splittringen under äldre skeenden. Därför finns splittringen runt 2000-talet ingenstans dokumenterat på ett samlat ställe. Det är en stor uppgift att skapa en fullständig bild av splittringen så länge fastighetsregistret inte är datoriserat. Däremot pågår en uppläggning av fastighetsdataregister som kommer göra det möjligt till en statistisk analys.